# Ахмадов, Джамбулат Жамалайлович
Джамбула́т Жамала́йлович Ахма́дов (р. 12 сентября 1990 года) — белорусский самбист чеченского происхождения, многократный призёр чемпионатов Европы, обладатель Кубка мира.

## Спортивные результаты
- Турнир на призы президента Белоруссии 2009 года — [1];
- Этап Кубка мира по самбо на призы Асланбека Аслаханова 2012 года — [2];
- Мемориал Харлампиева 2015 года — [3];
- Мемориал Харлампиева 2016 года — [4];